# Andries van Cuijk
Andries (Andreas) van Cuijk (Cuyck) (ca. 1070 - 23 juni 1139) was een vooraanstaand geestelijke in de 11e en 12e eeuw. Hij was onder andere proost van de Sint-Lambertuskathedraal in Luik en bisschop van Utrecht.

## Biografische schets
Andries stamde uit het bekende Stichtse adellijke geslacht Van Cuijk. Hij was de tweede zoon van Herman van Malsen en Ida, de dochter van Ida van Lotharingen. Als jongere zoon koos hij voor een geestelijke loopbaan.
Hij wordt van 1096 tot 1118 vermeld als aartsdiaken van Kempenland. Hij was in die periode tevens proost van het Sint-Pieterskapittel te Luik (vanaf 1112) en proost in Emmerik. Vanaf 1119 was hij proost van het Sint-Lambertuskapittel. Van 1121 tot 1123 was hij waarnemend bisschop van Luik.
In 1128, waarschijnlijk in mei of juni, werd hij bisschop van Utrecht. Hij was de eerste bisschop van Utrecht sinds het Concordaat van Worms in (1122), waarmee de investituurstrijd tussen de keizer en de paus over de bisschopsbenoemingen werd beslecht in het voordeel van de paus. De nieuwe bisschop steunde de Gregoriaanse ideeën en begunstigde het kloosterleven.
De familie van Andries raakte betrokken bij de moord op Floris de Zwarte, de broer van graaf Dirk VI van Holland (1133) en ondanks het feit dat de Utrechtse ministerialen zich in hetzelfde jaar tegen hem keerden, bleef hij bisschop tot aan zijn dood. 
Hij overleed op 23 juni 1139.

## Belangrijkste bronnen en literatuur
- Den Haag, Archief Hoge Raad van Adel, Collectie Van Spaen, hs. Van Spaen, genealogie van Cuyck.
- J.A. COLDEWEIJ, De Heren van Kuyc 1096-1400, Dissertatie Leiden 1982, Bijdragen tot de geschiedenis van het zuiden van Nederland L; Tilburg: Stichting Zuidelijk Historisch Contact, 1982.
- J.J.F. WAP, Geschiedenis van het Land en der Heeren van Cuyk, Utrecht, 1858.
- Andreas van Cuyck, in: Biografisch Woordenboek der Nederlanden (1852)